# Sovjetunionen
Sovjetunionen, formellt De Socialistiska Rådsrepublikernas Union, informellt även Sovjetryssland eller endast Sovjet, var en konstitutionellt socialistisk stat som existerade på den största delen av territoriet av det forna Kejsardömet Ryssland i Eurasien mellan 1922 och 1991.
Sovjetunionen var en enpartistat som dominerades av kommunistpartiet. Även om Sovjetunionen nominellt var en union bestående av sovjetrepublikerna (som från 1956 var 15 stycken) med huvudstaden i Moskva, utgjorde den i praktiken en mycket centraliserad stat med planekonomi. Mycket av det sovjetiska samhället övervakades av det nationella säkerhetsorganet KGB, som var aktivt från 1954 och efter Sovjetunionens fall ersatts av FSB i Ryssland.
Sovjetunionen grundades i december 1922 då Ryska SFSR, som bildades under den ryska revolutionen 1917 och segrat i det efterföljande ryska inbördeskriget, enats med de Transkaukasiska, Ukrainska och Vitryska SSR. Efter Vladimir Lenins död, den förste sovjetiske ledaren, konsolideras makten slutligen av Josef Stalin. Han gavs diktatoriska befogenheter och ledde landet genom en storskalig industrialisering med planekonomi och politiskt förtryck. Under andra världskriget, i juni 1941, anfölls Sovjetunionen av Nazityskland, ett land med vilket man hade undertecknat ett icke-aggressionsavtal. Efter fyra år av krig, stod Sovjetunionen som en av världens två supermakter, eftersom dess inflytande sträckte sig över stora delar av Östeuropa och därutöver.
Sovjetunionen var med sina satellitstater från Östblocket ett av de två deltagande stormaktsblocken i det kalla kriget, en global ideologisk och politisk kamp mot USA och dess allierade. Sovjetblocket förlorade slutligen, efter att ha drabbats av ekonomiskt stillestånd och både inhemska och utländska politiska oroligheter, en händelse som markerade slutet av efterkrigstiden. I slutet av 1980-talet försökte den sista sovjetiske ledaren Michail Gorbatjov att reformera staten med sin politik perestrojka, glasnost och demokratisering, men Sovjetunionen föll samman och upplöstes formellt 31 december 1991 efter den misslyckade augustikuppen samma år. Sedan dess har Ryska federationen i praktiken efterträtt Sovjetunionen i internationella rättigheter och förpliktelser, även om Ryska federationen rent tekniskt inte är Sovjetunionens efterträdare som stat utan var en av dess delstater.

## Historia

### Oktoberrevolutionen
Efter tsar Nikolaj II:s abdikation i samband med februarirevolutionen hade den 15 mars 1917 en provisorisk regering bestående av före detta dumaledamöter under den liberale furst Lvov tagit makten. Snart uppstod en maktkamp mellan den provisoriska regeringen, som dominerades av liberaler och reforminriktade socialister (mensjeviker), och Petrograds sovjet, som dominerades av mer hårdföra socialister (bolsjeviker). Sovjeterna hade tillskansat sig stor makt, bland annat inom militären, och utfärdade beslut som underminerade regeringens maktutövning. Vladimir Lenin befann sig i landsflykt när han i april fick hjälp av de tyska myndigheterna (som hoppades att hans närvaro i Ryssland skulle öka den politiska instabiliteten och att han ifall han kom till makten skulle dra ur Ryssland ur första världskriget) att ta sig tillbaka till Ryssland. I juli ersattes Lvov av socialisten Aleksandr Kerenskij som regeringschef. Under hösten 1917 hade landet glidit in i ett kaotiskt tillstånd. Rysslands svåra förluster på slagfälten i första världskriget, svälten och en svår vinter, som varit bidragande orsak till att februarirevolutionen brutit ut, hade stärkt bolsjevikernas inflytande över arbetarråden. I slutet av juli hade bolsjevikerna den egentliga makten i huvudstaden Petrograd efter att ha krävt mer makt åt sovjeterna.
De ryska förlusterna och nederlagen i det pågående första världskriget, med en armé och ett folk allt mer kritiskt till kriget, satte press på regeringen. Den provisoriska regeringen under Aleksandr Kerenskij valde att fortsätta offensiven, mycket på grund av påtryckningar från Storbritannien och Frankrike. Ett misslyckat kuppförsök av de revolutionära i juli ledde till att flera bolsjeviker fängslades eller drevs i landsflykt. Efter att den provisoriska regeringen hade tagit hjälp av bolsjevikerna för att avstyra en högerkupp av general Lavr Kornilov i Petrograd ökade bolsjevikernas inflytande ytterligare. Kerenskij saknade nämnvärt stöd i Petrograd, och när oktoberrevolutionen genomfördes i den 7 november flydde den provisoriska regeringen utan motstånd och bolsjevikerna kunde efter bara några timmar upprätta regering.
Bolsjevikernas mest akuta mål var att Ryssland skulle dra sig ur kriget, och Lev Trotskij undertecknade 1918 fredsavtalet i Brest-Litovsk som skulle ge självständighet åt Finland och Ukraina samt för tre stater i Baltikum i utbyte mot utlovad fred på östfronten. Stora delar av Belarus och Ukraina hamnade under tysk kontroll.

### Inbördeskrig
Ryska inbördeskriget 1918–1922 bröt ut mellan Röda armén och den vita armén som var en blandad motståndsrörelse som bildades till följd av missnöjet med revolutionen som fanns såväl inrikes som utrikes. De vita var en ytterst löst sammanhållen och brokig grupp, bestående av liberaler, socialister, tsartrogna, regionala nationalister som ville ha självständighet från Ryssland och kosacker som eftersträvade autonomi men nu skulle få se de landområden de ansåg som sina tillfalla staten. De vita understöddes av 21 länder, främst Rysslands tidigare allierade under första världskriget. Det polsk-ryska kriget 1919–1921 förlorades av ryssarna, men den röda armén gick, mycket till följd av sin betydligt större numerär, segrande ur inbördeskriget.
Bolsjevikstyret präglades under de första åren av ”krigskommunism” för att få kontroll över landet eftersom revolutionen inte nått alla städer och än mindre landsbygden. Säkerhetspolisen, Tjekan, etablerades som ett repressionsinstrument och mellan åren 1917 och 1924 dödades fler människor av Lenins säkerhetspolis än under slagen under hela inbördeskriget. Under 1921 rådde hungersnöd; regeringen vädjade om och fick internationell hjälp.
År 1921 lät Lenin införa vad som har kallats NEP, Nya ekonomiska politiken (perioden), där man inom vissa gränser tillät privat ägande och marknadsekonomi, till exempel vid försäljning av livsmedel. År 1923 var majoriteten av detaljhandeln privat och jordbrukets avkastning ökade till nivån innan kriget. Inom industrin sysselsatte de statliga bolagen 85 % av arbetskraften. Efter 1925 och Stalins tillträde vid makten började man dock gå ifrån detta och bönderna blev tvungna att lämna ifrån sig livsmedel mot ett mycket lågt pris till staten. Landets industrialisering finansierades genom att hålla bönderna i armod och att sänka arbetarnas reallöner. Femårsplanen 1928 upphävde NEP.

### Sovjetunionens bildande
Den 30 december 1922 utropades Sovjetunionen, som till en början bestod av fyra delstater, sovjetrepublikerna Ryska SFSR, Ukrainska SSR, Vitryska SSR och Transkaukasiska SFSR. Dagen därpå antogs landets konstitution. Konstitutionen byggde på så kallad demokratisk centralism, där de styrande visserligen valdes av folket, men där den reella makten låg i händerna på det enda tillåtna bolsjevikiska partiet och dess institutioner. Det var en omvandling av den tidigare enhetsstaten Ryssland till vad som på papperet skulle se ut som en federation mellan likställda delstater. Sovjetunionen var formellt ett frivilligt förbund mellan de nämnda unionsrepublikerna och de enskilda republikerna hade ett visst mått av självstyre, men eftersom makten inte låg hos de statliga institutionerna utan hos kommunistpartiet var frivilligheten skenbar.

### Stalins era (1927–1953)
Sovjetunionens historia 1927–1953 dominerades av Josef Stalin, som hade som mål att omforma det sovjetiska samhället med en aggressiv planekonomi och en svepande kollektivisering av jordbruk och industri. Han konstruerade också en brutal totalitär regim ansvarig för miljoner dödsfall, som ett resultat av diverse utrensningar och kollektiviseringsförsök. Under sin tid som ledare över Sovjetunionen använde Stalin flitigt sin hemliga polis, GPU och NKVD, och nästan obegränsade makt för att omforma det sovjetiska samhället.
Kollektiviseringen av jordbruket som genomfördes med mycket brutala metoder ledde i sitt första skede till en kraftigt minskad produktion vilket i sin tur förorsakade en mycket omfattande svältkatastrof i början av 1930-talet. Särskilt hårt drabbades Ukraina i vad som kallas Holodomor med miljontals dödsoffer. Även på andra områden hårdnade förtrycket. Mordet på Sergej Kirov 1934 togs av Stalin som en förevändning att inleda utrensningar inom kommunistpartiet och administrationen. Säkerhetstjänsten NKVD fick utökade befogenheter och arresteringar skedde i allt snabbare takt. Vid den första Moskvaprocessen 1936 rannsakades och dömdes ett antal av landets ledande politiker och andra höga befattningshavare. Snart skulle dock arresteringarna drabba kort sagt vem som helst. Sedan Nikolaj Jezjov ersatt Genrich Jagoda som chef för NKVD tog terrorn ytterligare fart och kulminerade under 1937 och 1938. Åtminstone mer än en och en halv miljon arresterades. Många av dem avrättades, ännu fler hamnade i Gulags läger. Under 1938 insåg Stalin att utrensningarna gick så snabbt att det blivit svårt att besätta viktiga poster med kompetenta personer. Lavrentij Berija fick ersätta Jezjov med order att dra ned på tempot beträffande avrättningarna. Lägersystemet Gulag fortsatte dock att växa ytterligare under Berijas tid.
Under andra världskriget, i Sovjetunionen känt som ”stora fosterländska kriget”, föröddes stora delar av landet. Till att börja med stod Sovjetunionen genom Molotov-Ribbentrop-pakten formellt neutrala gentemot Nazityskland i dess krig mot Polen, Storbritannien och Frankrike. Denna överenskommelse ledde till att Sovjetunionen ockuperade Baltikum och östra Polen och anföll Finland i Finska vinterkriget. Även om västmakterna gav visst stöd åt Finland och Tyskland visst stöd åt Sovjetunionen under finska vinterkriget, räknades det kriget då inte som en del av det större kriget mellan Tyskland och de allierade. Under denna tid med begränsade krigsinsatser kunde Sovjetunionen bygga upp sin militära styrka vilken hade undergrävts genom de omfattande utrensningar som även drabbat officerskåren. Genom Tysklands anfall på Sovjetunionen 1941, Operation Barbarossa, inleddes en ytterst hänsynslös och blodig fas av andra världskriget och Sovjetunionen blev nu en av de allierade.
Sovjetunionens förluster i kriget mot Nazityskland var enorma, uppemot 20 miljoner sovjetiska soldater dog på östfronten. Under slutet av andra världskriget ockuperade Sovjetunionens arméer stora delar av Östeuropa, där kommunistregeringar inrättades, medan flera demokratiska länder i Västeuropa slöt Atlantpakten, som senare blev till Nato 1951, med USA. Det kalla kriget blev en naturlig följd, då Sovjetunionen och USA indirekt kämpade om inflytande i världen.

#### Stalintiden

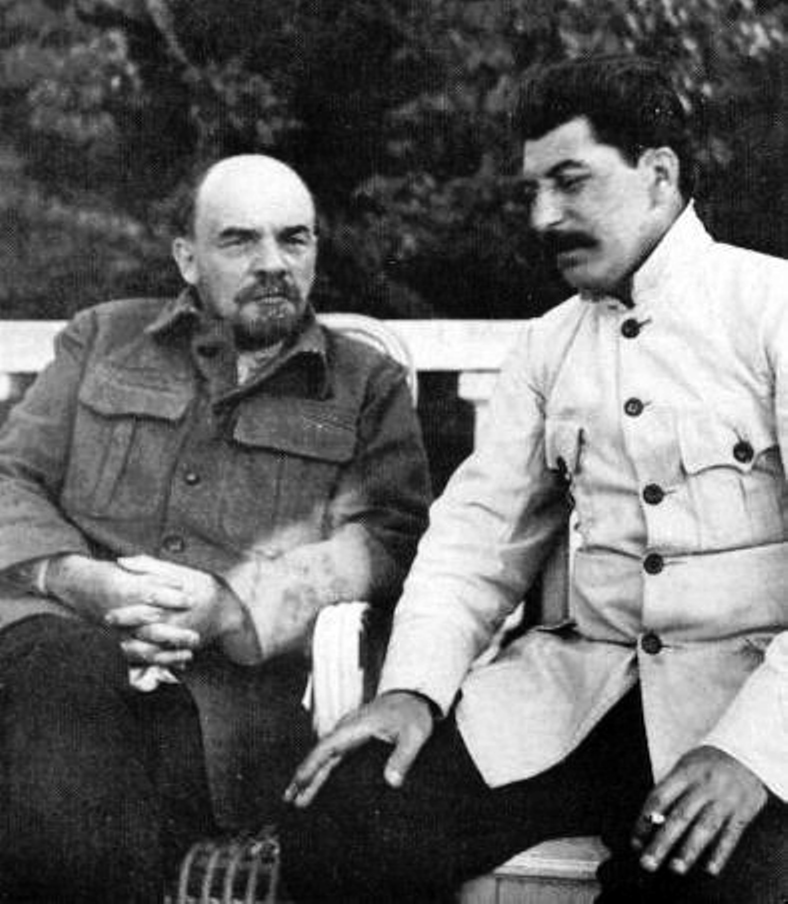
Stalin blev Sovjetunionens ledare efter Lenins död 1924.

I takt med att Lenins hälsa blev allt sämre kunde  Stalin genom sin post som generalsekreterare i Centralkommittén 1922 tillskansa sig mer makt och inflytande. Från början hade denna post i princip ingen avgörande roll för hur partiet styrdes. När Lenin dog 1924 var det tänkt att centralkommitténs ledamöter gemensamt skulle styra landet. Stalins fraktion, bestående dels av ordföranden för Komintern, Grigorij Zinovjev, och dels av den inom partiet högt uppsatte Lev Kamenev, hade en stark maktbas inom byråkratin och gynnades av detta. Inget formellt beslut fattades om Stalin som ledare, men bakom kulisserna skaffade sig den utanför partiet ännu relativt okände mannen stor makt, vilket hade noterats av en oroad Vladimir Lenin.
Till följd av Trotskijs långvariga sjukdom 1923–1924 kunde Stalin och hans triumvirat sakta men säkert ta över makten. År 1924 utmanövrerades den bolsjevik-leninistiska oppositionen med Lev Trotskij i spetsen. Två år senare, 1926, anslöt sig dock Zinovjev och Kamenev till Trotskij och Vänsteroppositionen. Då hade emellertid Stalin redan tillräckliga befogenheter för att klara maktkampen, och kunde 1927 tillsammans med högerns Nikolaj Bucharin, Michail Tomskij och Aleksej Rykov utesluta Trotskij, Zinovjev och Kamenev; de ersattes i centralkommittén av Vjatjeslav Molotov, Kliment Vorosjilov och Michail Kalinin, Stalins trogna. Trotskij tvingades i exil, flydde till Mexiko men blev 1940 mördad. Stalin vände sig sedan mot sina tidigare allierade i högerfalangen och utmanövrerade dem. Han lyckades krossa all opposition med bland annat skenrättegångar, och efter Moskvarättegångarna 1936–1938, där nästan 682 000 avrättades och med massiv deportering till GULAG, var i stort sett oppositionen helt avlägsnad.
Ett av Stalins och Sovjetunionens viktigaste mål var en snabb industrialisering av landet genom planhushållning och femårsplaner. Det privata jordägandet avskaffades och bönderna ingick i obligatoriska jordbrukskollektiv. De sovjetiska myndigheterna ställde hårda krav på att kollektiven skulle leverera livsmedel till industrin och städerna. Spannmålsbrist i Sovjetunionen 1928 fick myndigheterna att konfiskera spannmål från bönderna, vilket ledde till att bönderna led brist på mat, vilket förorsakade dem att flytta in till städerna för att arbeta i fabrikerna. Misären på landsbygden skylldes i propagandan på de självägande storbönderna, kulakerna. Under 1930-talet genomfördes tvångskollektivisering av jordbruket. Mellan 1932 och 1933 rådde hungersnöd där 40 miljoner människor drabbades varav 6–8 miljoner dog. Ukraina drabbades hårdast av massvälten, som av Conquest och vissa andra forskare har setts som ett sovjetiskt folkmord mot det ukrainska folket. De första uppgifterna om massvälten dök upp i Völkische Beobachter 1934, som ett led i att förbereda tyskarna på det kommande kriget mot Sovjetunionen. I Ukraina och Kazakstan dog dessutom 80 % av boskapen. Orsaken var missväxt och att staten trots detta ökade indrivningen av säd. År 1930–31 deporterades uppemot 2 miljoner bönder från jordbruksområden i Ryssland och Ukraina till arbetsläger i Centralasien och Sibirien på anklagelser om att de saboterat jordbruket etc.

#### Andra världskriget
Strax före andra världskriget fördes intensiva förhandlingar mellan flera politiska block i Europa. Frankrike och Storbritannien sonderade i juli 1939 Sovjetunionen om ett eventuellt militärt samarbete, vilket dock stöp på deras egen ovilja (de fransk-brittiska delegaterna hade inte tilldelats hundraprocentiga förhandlingsbefogenheter och kunde inte skriva under några avtal) att underteckna ett sådant avtal när Sovjetunionen visade sig vara villigt att gå med på detta. Samtidigt försökte Storbritannien att få en överenskommelse med Tyskland. I det läget lovade Tyskland att skicka Hermann Göring till London för att skriva ett avtal med Storbritannien och resan var planerad till den 25 augusti 1939. Under tiden skickade Adolf Hitler ett telegram till Moskva där han tog upp de återkommande sovjetiska förslagen att dela på Polen.[källa behövs]
De strandade fransk-brittisk-sovjetiska förhandlingarna fick Sovjetunionen och Tyskland att söka sig till varandra. Det kom som en överraskning för de flesta när Sovjetunionen och Tyskland skrev under Molotov-Ribbentroppakten. I ett hemligt tilläggsprotokoll till icke-angreppsavtalet delades Östeuropa upp i intressesfärer mellan Tyskland och Sovjetunionen. Med avtalet i sin hand kände sig Hitler säker på att ha full handlingsfrihet utan andras inblandning, vilket ledde till att Tyskland den 1 september 1939 anföll Polen. Det blev startskottet för det andra världskriget. Den 17 september gick även den sovjetiska armén in i Polen och besatte dess östra provinser. Efter Polens fall gjorde Sovjetunionen och Tyskland ett fredsutspel då man föreslog en fred på status quo.
Därefter begärde Stalin baltstaternas underkastelse. Till en början tvingades de baltiska staternas regeringar att acceptera att sovjetiska trupper skulle få stationeras inom deras områden. Den 30 november anföll Sovjetunionen Finland när Finland vägrade gå med på att avträda en buffertzon nordväst om Leningrad (nuvarande Sankt Petersburg) och samma typ av överenskommelse som de baltiska staterna tvingats gå med på. Finska vinterkriget slutade i mars 1940 med att Finland tvingades till stora landavträdelser. Året därpå ockuperades baltstaterna helt och hållet och annekterades av Sovjetunionen.
Stalin utökade armén med mer än 150 % under perioden. Fördraget med Tyskland gav Sovjetunionen respit att bygga upp sin försvarsförmåga, men samtidigt innebar det att Hitler fick göra upp med väst så att ryggen var fri för angreppet på Sovjetunionen. Det förefaller ha kommit som en överraskning för Stalin när Tyskland anföll Sovjetunionen i och med Operation Barbarossa.
Det finns historiker som tror att Stalin hade planerat att attackera Hitler bakifrån, men att Hitler hann före. Den 22 juni 1941 anföll Tyskland Sovjetunionen. Denna del av andra världskriget kallas i sovjetisk historieskrivning för Stora fosterländska kriget.
Tyskarna trängde fram snabbt och hade redan mot slutet av augusti nått till Kiev och Leningrad. Den senare staden belägrades från september, och invånarna svalt sedan tyskarna hade skurit av förbindelserna så att mat inte kunde skickas till staden. Under oktober och november kom den tyska armégrupp centrum i närheten av Moskva, som dock aldrig intogs; strider rasade tillfälligt i förstäderna. Efter ett massivt motanfall i början av december 1941 drevs de tyska trupperna tillbaka mellan 150 och 300 kilometer från huvudstaden. Slaget om Stalingrad blev en vändpunkt i kriget och från vårvintern 1943 befann sig Röda armén på offensiven. År 1945 kom de tidigare tyskkontrollerade territorierna östra Tyskland, Polen, Estland, Lettland, Litauen, Tjeckoslovakien, Ungern, Rumänien och Bulgarien under sovjetisk kontroll, och i alla dessa länder kunde kommunistiska partier ta makten. Europa delades nu politiskt i ett öst- och ett västblock, där gränsen mellan de båda blev känd som järnridån. De lokala kommunistpartierna i ländernas kommuner styrdes av en central kommunistregering i landets huvudstad. Landets kommunistiska regering efterföljde Moskvas kommunistparti i olika frågor som ekonomi, politik, och så vidare. I Polens fall var dess försvarsminister en sovjetisk marskalk.

### Avstalinisering och kalla kriget (1953–1985)

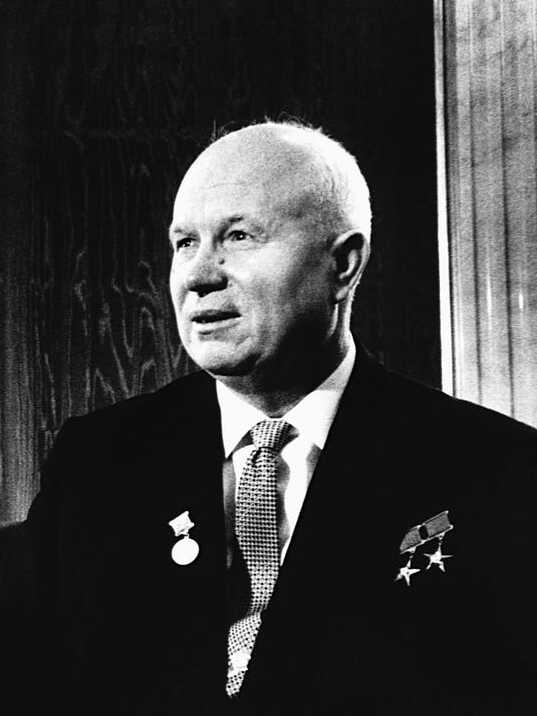
Nikita Chrusjtjov, 1961.

När Stalin dog 5 mars 1953 övertogs makten av partisekreterare Nikita Chrusjtjov och premiärminister Georgij Malenkov. I februari 1956 höll Chrusjtjov ett hemligt tal vid partiets tjugonde partikongress där han gick till angrepp mot Stalin och personkulten kring denne. Förhoppningar om ett fredligare Sovjetunionen kom på skam när sovjetiska trupper tågade in i Ungern i oktober 1956. Chrusjtjov var också oberäknelig – ett toppmöte med USA:s president Dwight D. Eisenhower ställdes in efter att ett amerikanskt spaningsplan (U-2) skjutits ned över Sovjetunionen och Chrusjtjov fick intern kritik för hur han hade skött Kubakrisen och misslyckandena i det sovjetiska jordbruket. Han hade också försökt organisera om kommunistpartiet vilket hotade partibyråkraternas makt.

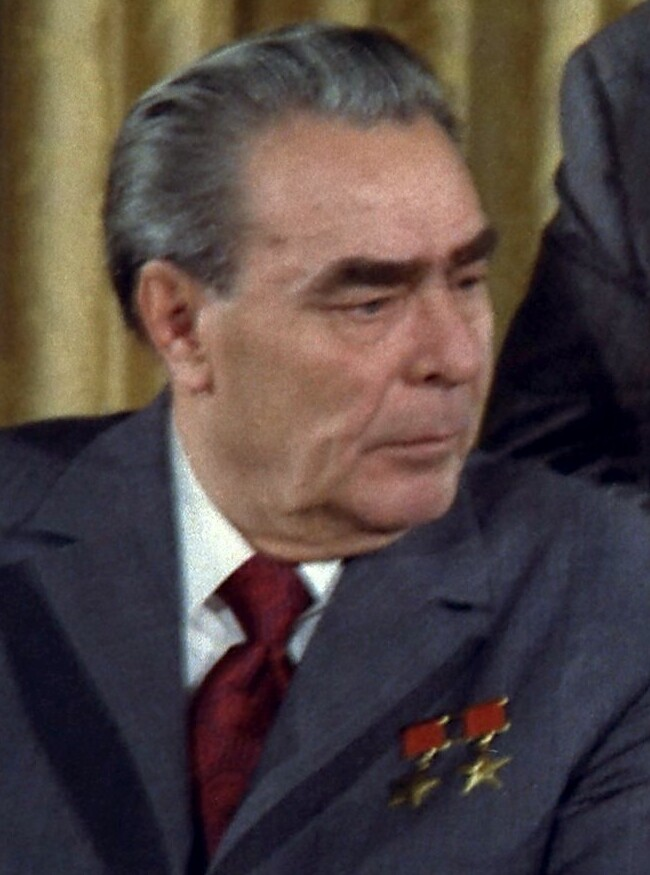
Leonid Brezjnev, 1973.

År 1964 fick han lämna politiken och en ledartrojka bestående av Leonid Brezjnev, Aleksej Kosygin och Anastas Mikojan tog makten. Mikojan avlöstes efter ett år av Nikolaj Podgornyj. Av dessa tre blev snart Leonid Brezjnev den mäktigaste. Under hans ledning försökte Sovjet återuppväcka folkfrontspolitiken från 1940-talet i den europeiska vänstern, det vill säga att kommunister skulle samarbeta med socialdemokrater. Warszawapaktens intåg i Tjeckoslovakien 1968 omintetgjorde dock detta samarbete. Stora delar av 1970-talet blev stagnationens årtionde för Sovjetunionen. Brezjnev fick partibyråkraterna på sin sida genom att ge dem ämbeten på livstid men följden blev att de tusentals delegaterna i Högsta sovjet blev allt äldre.
Efter Brezjnevs död 1982 tog först Jurij Andropov och sedan Konstantin Tjernenko över som generalsekreterare. Båda tillhörde samma generation som Brezjnev och satt endast kort tid. Andropov förde dock fram Michail Gorbatjov som blev generalsekreterare 1985.

#### Kalla kriget

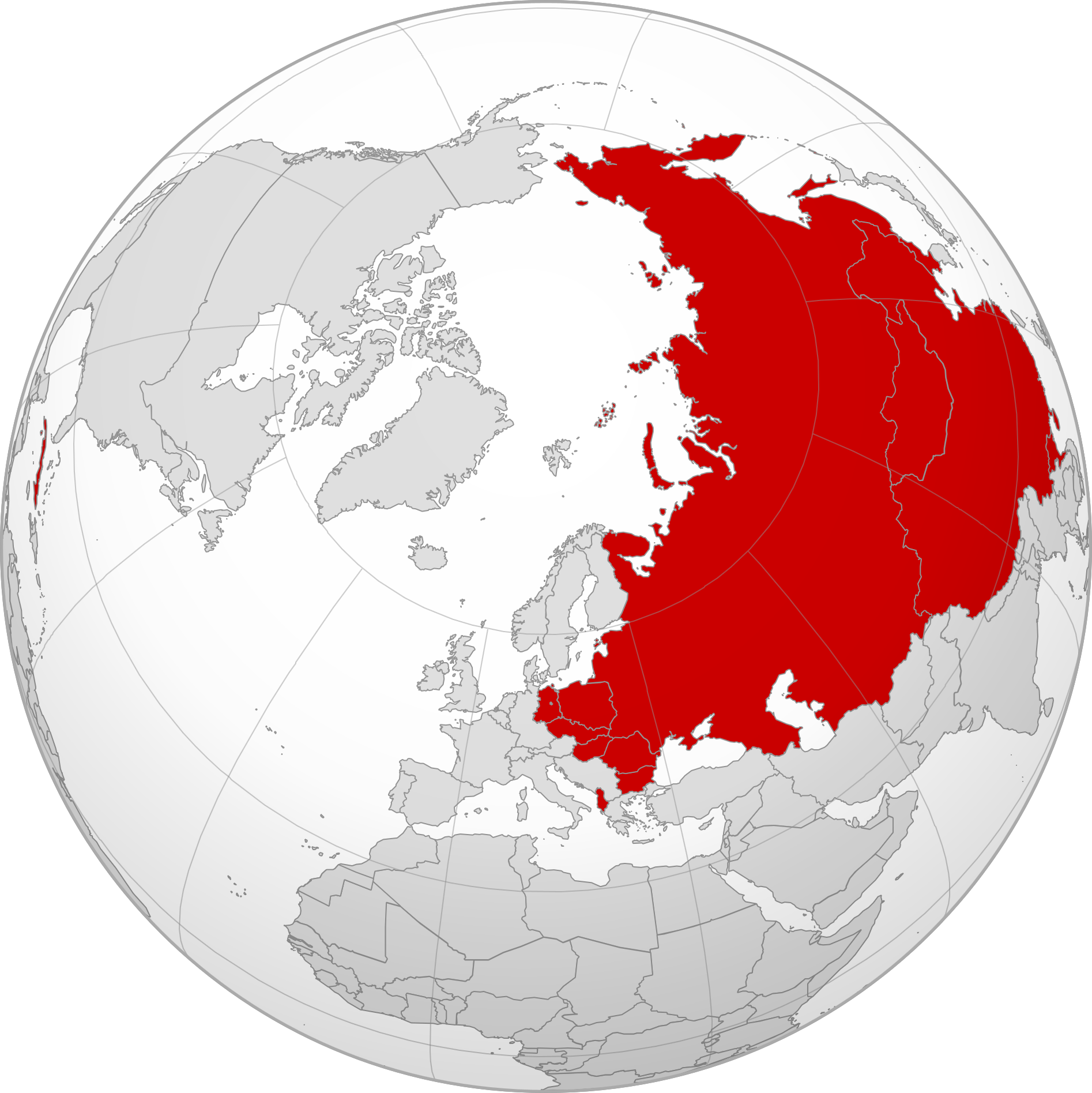
Kommunistblocket år 1960.

När Stalin dog i mars 1953 tog en ledartrojka över, men snart hade Nikita Chrusjtjov tagit makten. Chrusjtjovs maktövertagande markerade slutet på den stalinistiska perioden, som han kritiserade i ett tal under partikongressen 1956. Chrusjtjovs tid vid makten utmärktes annars av att rymdkapplöpningen tog sin början genom en serie sovjetiska framgångar, från uppskjutningen av Sputnik 1 år 1957 till Jurij Gagarins historiska rymdfärd i april 1961.
Förhoppningar om ett fredligare Sovjetunionen kom på skam när sovjetiska trupper tågade in i Ungern 1956. Chrusjtjov var också oberäknelig – ett toppmöte med USA:s president ställdes in efter att ett amerikanskt spaningsplan skjutits ned över Sovjetunionen, och Chrusjtjov fick intern kritik för hur han hade skött Kubakrisen och misslyckandena i det sovjetiska jordbruket. Han hade också försökt organisera om kommunistpartiet vilket hotade partibyråkraternas makt. Under 1964 fick han lämna politiken och en ny ledartrojka tog makten.
Denna trojka utgjordes av Leonid Brezjnev, Aleksej Kosygin och Nikolaj Podgornyj. Av dessa tre blev snart Brezjnev den ledande. Under hans ledning försökte Sovjetunionen återuppväcka folkfrontspolitiken från 1940-talet i den europeiska vänstern, det vill säga att kommunister skulle samarbeta med socialdemokrater, men efter Warszawapaktens intåg i Tjeckoslovakien 1968 gick en kris genom de europeiska kommunistpartierna. 1970-talet blev stagnationens årtionde för Sovjet. Brezjnev fick partibyråkraterna på sin sida genom att ge dem ämbeten på livstid, men följden blev att de tusentals delegaterna i Högsta sovjet blev allt äldre och äldre. Brezjnevs tid vid makten utmärktes även av en stagnation i den sovjetiska ekonomin. Dessutom tyngdes ekonomin av de enorma militära utgifterna och kriget i Afghanistan som inleddes på juldagen 1979 kom att ytterligare förvärra detta problem.
Efter 1980 stod det klart att Brezjnev började bli allt mer fysiskt svag och inkapabel att styra landet. I den maktkamp som ständigt fördes inom politbyrån framstod nu KGB-chefen Jurij Andropov som den starkaste. Han hade successivt utvidgat KGB:s inflytande under Brezjnevs tid vid makten. När Brezjnev avled i november 1982 utsågs således Andropov till ny generalsekreterare för kommunistpartiet. Andropov var dock vid det här laget försvagad av sjukdom och hans tid vid makten blev kort. Hans främsta bidrag till eftervärlden var kanske att han förde fram Michail Gorbatjov till maktens toppskikt. När Andropov dog i början av 1984 ersattes han av den likaledes sjuklige Konstantin Tjernenko vilken i sin tur avled året därpå.

### Gorbatjov och perestrojka (1985–1991)

USA:s president Ronald Reagan med Sovjetunionens ledare Michail Gorbatjov 1986.

Michail Gorbatjov var endast 54 år när han tillträdde. Han lanserade begreppen glasnost och perestrojka. Genom att allmänheten skulle ges möjlighet att påpeka fel och brister i samhället var tanken att motståndet från den konservativa partibyråkratin skulle brytas. Gorbatjov startade också en kampanj mot det hejdlösa alkoholdrickandet. Den nya öppenheten gjorde Gorbatjov väldigt populär i väst men enbart diskussioner kunde inte räta upp den haltande sovjetiska ekonomin. Gorbatjov såg till att Sovjetunionen drog sig ur det besvärliga Afghanistankriget.
I april 1986 inträffade en allvarlig olycka vid ett kärnkraftverk utanför Kiev, Tjernobylolyckan.
Ett stort steg mot demokrati togs i valen 1989, då oberoende kandidater fick ställa upp. I mars 1990 valdes Gorbatjov till Sovjetunionens förste president, därmed bröts i praktiken kommunistpartiets maktmonopol då presidentämbetet var oberoende från politbyrån.
Det blev så småningom klart att Gorbatjov inte tänkte tillämpa Brezjnevdoktrinen gentemot länderna i Östeuropa och 1989 bröt folkliga uppror ut i land efter land. Genom Sovjetunionen drog också en våg av nationalistisk yra i de olika sovjetrepublikerna. Gorbatjov ombildade regeringen och tog in många av de konservativa krafterna för att få slut på de interna striderna inom partiet. Under 1991 var han fullt sysselsatt med att skriva ett nytt unionsavtal med sovjetrepublikerna som skulle göra Sovjetunionen till en federation där varje delrepublik skulle få mer egenbestämmande makt. Efter en folkomröstning godkändes förslaget. Efter ett kuppförsök i augusti 1991 som leddes av de konservativa inom regeringen försvagades Gorbatjov då kuppförsöket stoppades av delrepubliken Rysslands president Boris Jeltsin. När republik efter republik utropade autonomi eller självständighet avgick Gorbatjov den 25 december 1991. Dagen efter avgick alla ledamöterna i Sovjetunionens högsta sovjet, vilket innebar att unionen stod utan ledning och i praktiken var upplöst. 31 december slutade de sista sovjetiska institutionerna sin verksamhet, och unionen upplöstes då också på papperet.

## Geografi och miljö

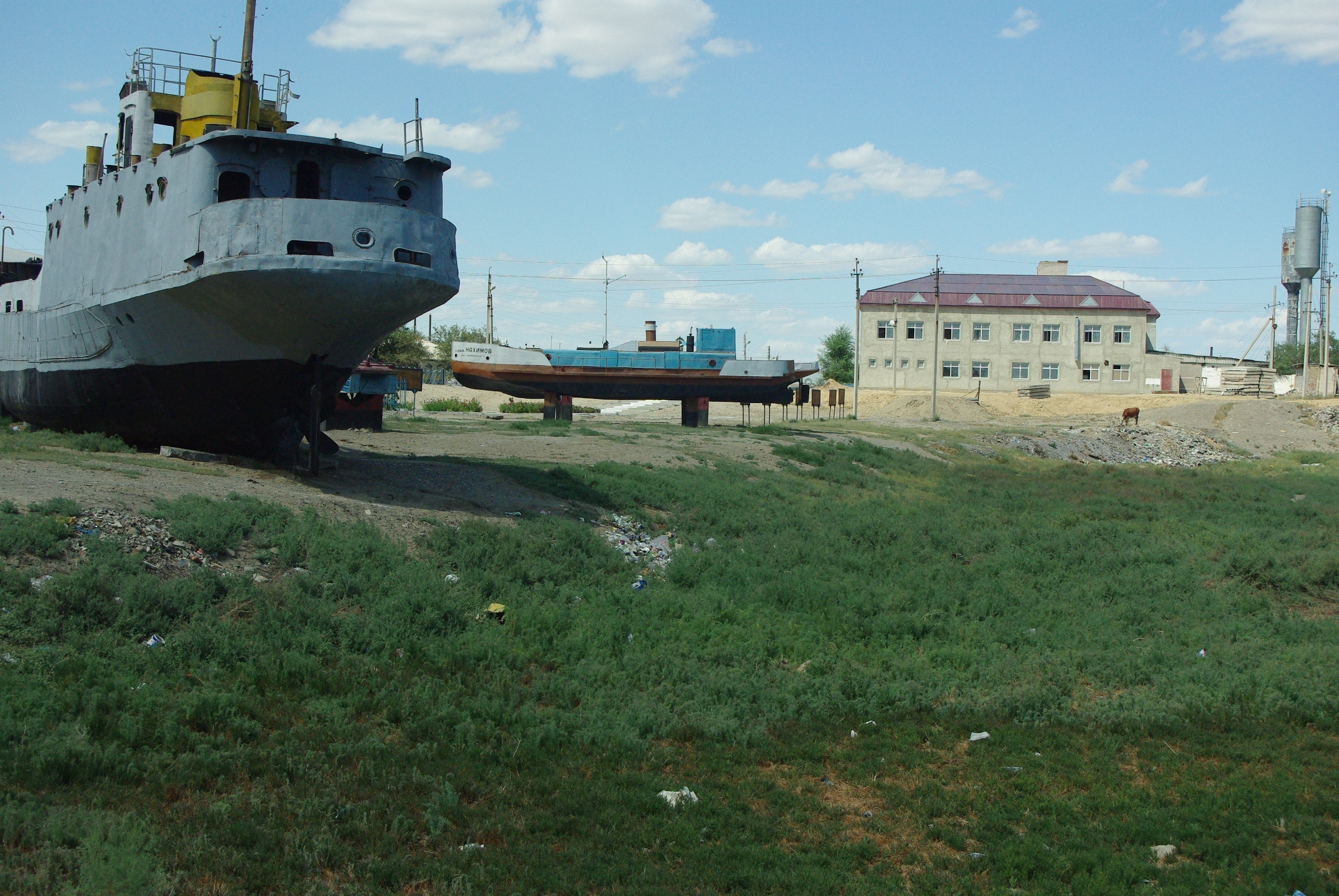
Den före detta hamnen i Aralsk är numera obrukbar på grund av sänkning av vattenståndet i Aralsjön.

Vissa delar av Sovjetunionen anses som världens mest förorenade områden. Förutom dumpningen av enorma mängder radioaktivt avfall i Karatjajsjön, har stora mängder atomsopor dumpats på de stora skeppskyrkogårdarna. Även vid metallurgiindustrin på Kolahalvön finns stora problem med vattenförsörjning runt Aralsjön och avfall från industrier och jordbruk som orenat rann rakt ut i Östersjön. På 1970-talet infördes strängare lagar som skulle reglera utsläpp men inte förrän Michail Gorbatjov kom till makten 1985 började man tänka på miljön rent allmänt. Problemet kunde härledas till att staten var ägare av både marken och produktionen och hade således inget att vinna på att minska produktionen i en redan ineffektiv produktionsapparat. Dessutom var miljöteknologi ett eftersatt forskningsområde och att köpa in den från utlandet var omöjligt då den var för dyr. Detta missförhållande fortsatte långt in på 1980-talet. Under Gorbatjovs ledning satte man fokus på miljön och genom sociala och ekonomiska reformer kunde man genomföra förändringar.
Sovjetunionen var ett land med främst tung industri inom gruvor och metallurgi och stora jordbruk. Jakten på mineraler har skapat sina egna speciella problem. Smältverken kunde helt utan rening släppa ut mängder med stoft av bland annat de giftiga tungmetallerna bly, nickel och kadmium. I och med det kalla kriget och kapprustningen var man tvungna att utvinna enorma mängder uran. Anrikningen av uranet och efterföljande omvandlingen till vapenplutonium vid upparbetningsanläggningar som Majak gav enorma mängder radioaktivt material som lagras i bristfälliga lokaler eller utomhus. Säkerheten på de sovjetiska atomkraftverken var på grund av deras resursbrist och avsaknad av teknologi samt låg moral mycket dålig och flera incidenter hände genom åren. Den största olyckan var utan tvivel härdsmältan i Tjernobyl 1986 då stora områden i Ukraina och Vitryssland blev obeboeligt för många år framöver.
Se även kärnteknik i Sovjetunionen.

## Statsskick och politik

### Konstitutionell federation
När Sovjetunionen utropades som stat i december 1922 förklarades landet vara en federation bestående av flera nationer i form av sovjetrepubliker. Centralmakten i unionen skulle ansvara för försvar, utrikespolitik och ekonomi och enligt konstitutionen hade olika etniska grupper rätt till självstyre i respektive sovjetrepublik, samt självstyre i olika typer av autonoma regioner. Varje republik förklarades även ha den formella rätten att träda ur unionen. Den till synes federala strukturen dominerades dock i praktiken av ryssar och det ryska kommunistpartiet.

### Arbetarråd
Grunden för den formella statliga styrningen i Sovjetunionen var folkvalda arbetarråd, kallade sovjeter. Sådana råd fanns på varje nivå inom unionen. Grundorganisationen, som var den lägsta nivå, utgjordes av råd för stadsdelar och byar. Därefter följde sovjeter eller råd för var och en av nivåerna distrikt och städer, autonoma regioner, autonoma republiker och unionsrepubliker. Slutligen fanns ett gemensamt råd för hela konfederationen, benämnt Sovjetunionens högsta sovjet. Varje råd utsåg en exekutivkommitté, vilken kallades ministerråd för autonoma republiker, unionsrepubliker och Högsta sovjet. Exekutivkommittén ansvarade för att sköta den löpande statliga administrationen och utövade även kontroll över de lägre nivåernas kommittéer. I teorin var representanterna inom varje sovjet folkvalda, men eftersom det oftast bara fanns en enda kandidat till varje post så låg den verkliga makten hos kommunistpartiet som valde ut och nominerade kandidater till sovjeterna.

### Sovjetunionens högsta sovjet
Sovjetunionens högsta sovjet var sammansatt av två kammare. Ledamöterna utsågs av delrepublikernas högsta sovjet. I den ena av de båda kamrarna var platserna fördelad så att alla federationssubjekt var representerade, vilket innebar att mindre stater fick ett oproportionerligt stort inflytande.
Högsta Sovjets exekutivråd kallades ursprungligen för folkkommissariernas råd, senare ministerråd, lett av en ministerpresident. Högsta Sovjets roll var i huvudsak utnämnande och granskande, eftersom det sammanträdde endast två gånger om året. Mellan dessa tillfällen övertogs den lagstiftande makten av presidiet, lett av en statspresident som utsågs som en ställföreträdande kärna av Högsta Sovjet.

### Kommunistpartiet
Sovjetunionens kommunistiska parti (bolsjevikerna), SUKP(b), från och med 1952 förenklat till Sovjetunionens Kommunistiska Parti, var det statsbärande partiet. Samtliga sovjetrepubliker hade varsitt eget kommunistparti – dock ej den Ryska rådsrepubliken. Den högsta församlingen inom Kommunistpartiet på federativ nivå var känt under namnet politbyrån, där makten i huvudsak var koncentrerad. Även om det fanns en president och en premiärminister, så var det alltid kommunistpartiets generalsekreterare som var den egentliga statsledaren, och samtliga generalsekreterare innehade under någon tid parallellt med sin position som generalsekreterare posten som president eller premiärminister. 
Kommunistpartiet var enligt konstitutionerna från 1922 och framåt det enda tillåtna partiet och arbetarnas och böndernas verktyg i strävan att bygga det kommunistiska samhället. Den reella makten låg i Kommunistpartiets centralkommitté (partiapparatens motsvarighet till statsapparatens Sovjetunionens högsta sovjet) och dess presidium, politbyrån och partiets ledare, generalsekreteraren.
Kommunistpartiet fanns organiserat parallellt med arbetarråden på samtliga nivåer, och utgjorde en slags granskande kontrollant. Ledamöterna i sovjeterna behövde visserligen inte vara medlemmar i partiet; det men det räckte att de ansågs lojala mot sovjetkommunismen. Däremot var formellt medlemskap en förutsättning för garanterad politisk framgång.

### Politiska ledare
Sovjetunionens regeringschef hade titeln premiärminister, medan statschefen hade titeln president för Sovjetunionens högsta sovjet. Från 1990 ersattes den senare av titeln Sovjetunionens president.
Från det att Josef Stalin tog över makten efter Vladimir Lenins död 1924, var dock Sovjetunionens de facto ledande position den som generalsekreterare för Sovjetunionens kommunistiska parti. Uppdraget kunde förenas med någon av de formella statsledande funktionerna. Från Leonid Brezjnevs övertagande rollen som president för Högsta Sovjet 1977 blev maktsamlingen hos generalsekreteraren formell, fram till Gorbatjovs avgång nyårsdagen 1992.

#### Lista och tidslinje över ledare och generalsekreterare
Följande personer var de facto[källa behövs] ledare och generalsekreterare för kommunistpartiet (1917–1991):
- Vladimir Lenin 1917–1924
- Josef Stalin 1924–1953
- Georgij Malenkov 1953
- Nikita Chrusjtjov 1953–1964
- Leonid Brezjnev 1964–1982
- Jurij Andropov 1982–1984
- Konstantin Tjernenko 1984–1985
- Michail Gorbatjov 1985–1991

#### Presidenter för Högsta Sovjet och statschef för Sovjetunionen
Följande personer var presidenter för Högsta Sovjet, samt från 1990 Sovjetunionens president:
- Jakov Sverdlov 1917–1919
- Michail Kalinin 1919–1946
- Nikolaj Sjvernik 1946–1953
- Kliment Vorosjilov 1953–1960
- Leonid Brezjnev 1960–1964
- Anastas Mikojan 1964–1965
- Nikolaj Podgornyj 1965–1977
- Leonid Brezjnev 1977–1982
- Jurij Andropov 1982–1984
- Konstantin Tjernenko 1984–1985
- Andrej Gromyko 1985–1988
- Michail Gorbatjov 1988–1991

#### Ordförande i folkkommissariernas råd och ministerpresidenter
Följande personer var ordförande i folkkommissariernas råd, samt efter 1947 ministerpresidenter:
- Vladimir Lenin 1917–1924
- Aleksej Rykov 1924–1930
- Vjatjeslav Molotov 1930–1941
- Josef Stalin 1941–1953
- Georgij Malenkov 1953–1955
- Nikolaj Bulganin 1955–1958
- Nikita Chrusjtjov 1958–1964
- Aleksej Kosygin 1964–1980
- Nikolaj Tichonov 1980–1985
- Nikolaj Ryzjkov 1985–1991

### Politiska särdrag
Sedan Provisoriska regeringen avsatts i november 1917 infördes socialism, vilket innebar långtgående förändringar i samhällsstrukturen. Några politiska, ideologiska och juridiska särdrag som särskilt kan nämnas är:
1. Privat äganderätt till produktionsmedlen ansågs leda till utsugning och skulle därför ersättas med socialistiskt statligt ägande samt gemensamma ägandeformer, något som vanligtvis kom att innebära nationalisering av privat egendom och statlig dominans över samhällsekonomin.
2. Kapitalistisk anarki i produktion och distribution, det som i nutida språkbruk är marknadsekonomi, ersattes av statlig ekonomisk planering och ett centraliserat distributionssystem, 5- och 1-åriga ekonomiska planer utfärdades genom lag.
3. Antagonistiska klasselement eliminerades eller isolerades genom olika sorts laglig diskriminering varigenom sådana element fråntogs vissa av sina medborgerliga rättigheter och ställdes under klassjustis.
4. De arbetande massorna utgjorde folket och de som utnyttjat andras arbetskraft för sitt eget berikande före revolution ansågs inte ingå i folket.
5. Klasskamp är historiens drivkraft. Klassfiender utgörs av de människor som ägnat sig åt utsugning eller varit fiender till folket.
6. Medlemmar av det arbetande proletariatet ska i princip ges vissa fördelar jämfört med bondebefolkningen och intelligentsian.
7. Kommunistpartiet ansågs utgöra ett avantgarde och ha en ledande roll i samhället.
8. Civilsamhällets organisationer måste stå under partiets vägledning. Religiösa föreningar tilläts men uppmuntrades inte och kom i praktiken att utsättas för olika former av förföljelse.
9. Marxismen-leninismen utgjorde statens och partiets officiella ideologi.
10. Folkliga råd på olika nivåer (sovjeter) utgjorde agenter för statlig makt i enlighet med tänkande som utvecklats under Pariskommunen. Sovjeterna måste hållas isär från de myndigheter på olika nivå som lydde under den sovjetiska staten.
11. Principen om maktdelning erkändes, men inte principen att olika delar av statsapparaten ska utöva kontroll över andra delar ("checks and balances").
12. Principen om demokratisk centralism betydde att högre nivåer av sovjeterna utsågs av lägre nivåer av sovjeterna, men att de lägre nivåerna sedan stod i lydnadsförhållande beträffande beslut i de högre nivåerna. Sovjeternas exekutivkommittéer stod i dubbelt lydnadsförhållande: Dels till den egna sovjeten, dels till den överordnade sovjetens exekutivkommitté.
13. Domstolarnas domare utsågs på lägsta nivå direkt av folket genom val och på högre nivåer av respektive sovjet. Domares oavsättlighet erkändes inte.
14. Genomförandet av socialismen och principen om partiets ledande roll ägde prioritet framför medborgerliga fri- och rättigheter.
15. Någon åtskillnad mellan offentlig rätt och civilrätt erkändes inte.
16. Personligt berikande motverkades, ingen marknadsföring av varor och tjänster från producerande företag själva, endast icke-religiösa äktenskap erkändes, vårdplikt för alla i förhållande till socialistisk egendom, brott mot staten och socialismen ansågs allvarligare än brott mot enskilda människor, motverkande av eller förbud mot strejker.[25]

### Administrativ indelning

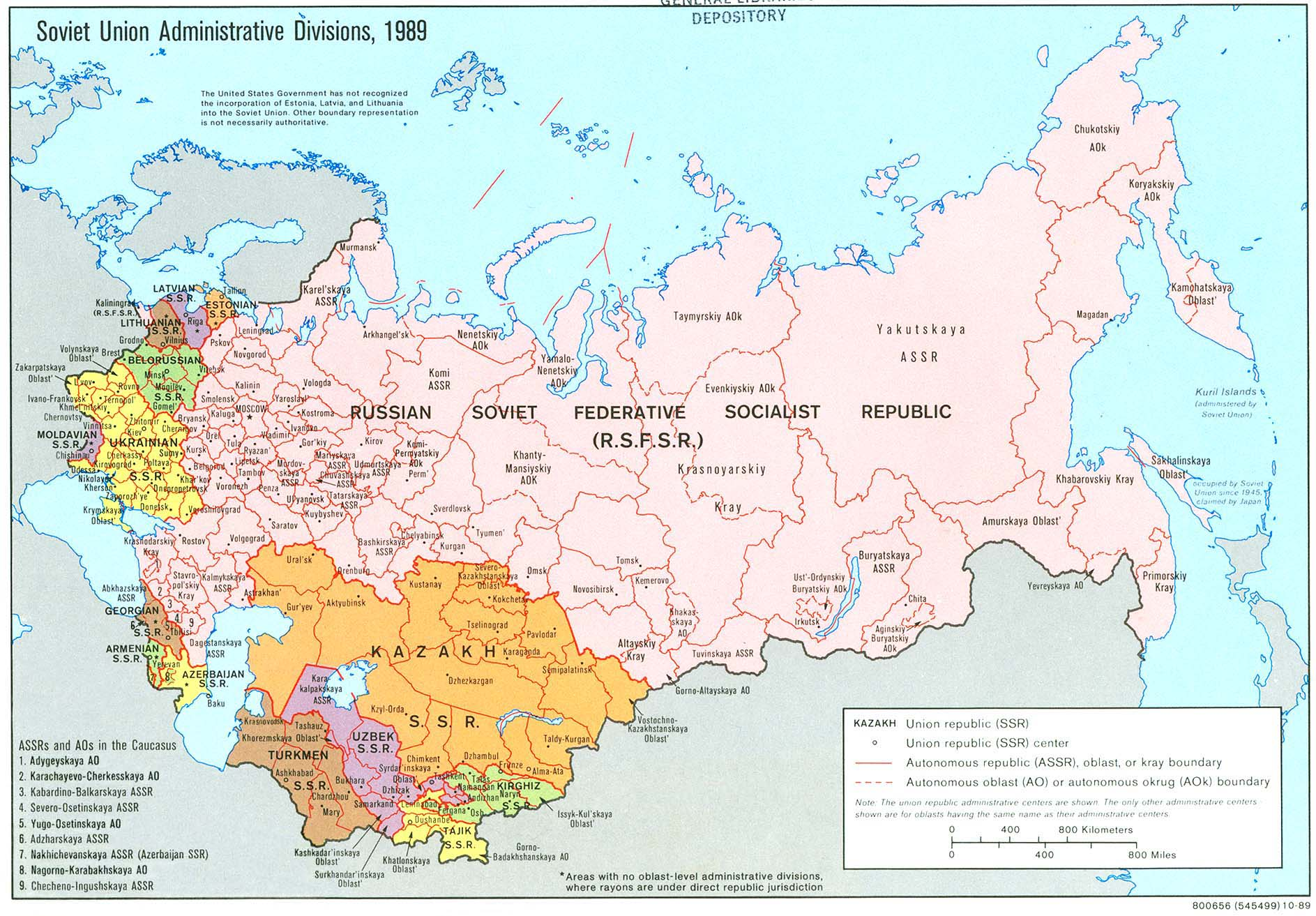
Sovjetunionens administrativa indelning år 1989.

Sovjetunionen bestod före upplösningen av 15 rådsrepubliker; samtliga är sedan 1992 självständiga stater.
|   |                     |    |                 |
| 1 | Armeniska SSR       | 9  | Litauiska SSR   |
| 2 | Azerbajdzjanska SSR | 10 | Moldaviska SSR  |
| 3 | Vitryska SSR        | 11 | Ryska SFSR      |
| 4 | Estniska SSR        | 12 | Tadzjikiska SSR |
| 5 | Georgiska SSR       | 13 | Turkmenska SSR  |
| 6 | Kazakiska SSR       | 14 | Ukrainska SSR   |
| 7 | Kirgiziska SSR      | 15 | Uzbekiska SSR   |
| 8 | Lettiska SSR        |    |                 |

## Ekonomi och infrastruktur

### Ekonomi
Den sovjetiska ekonomin präglades från slutet av 1920-talet och fram till unionens upplösning av en centralt styrd planekonomi. Under Sovjetunionens första decennier socialiserades både företag och jordbruksmark och kom på så vis att ägas och styras av staten. I praktiken genomfördes den planekonomiska styrningen genom femårsplaner, där den första lanserades 1928. Femårsplanerna angav olika typer av produktionsmål som skulle mötas inom tidsramen.
Under perestrojka och glasnost i slutet av 1980-talet och början av 90-talet påbörjades försök till att förändra det ekonomiska systemet. En tanke var att den centraliserade planekonomin gradvis skulle ersättas av mer och mer marknadsekonomi. I verkligheten ledde försöken till stora svårigheter med sjunkande produktion och betydande problem med distributionen av varor.

### Utbildning
Redan från Sovjetunionens början syftade utbildningspolitiken till att skapa en ny kommunistisk människa som skulle bryta med den ryska traditionen. 1920 införde folkkommissariatet för upplysningsfrågor vad man kallade en "enhetlig arbetsskola". Det var en skolform med fri pedagogik, arbetsfostran och uppmuntran till att eleverna fritt skulle söka kunskap och man hade inte heller någon särskild ämnesindelning. Skolformen lyckades dock inte nå de politiska mål som sattes upp, varför den under den sovjetiska kulturrevolutionen runt 1930 försvann. När Josef Stalin 1931 engagerade sig i utbildningspolitiken skiftades fokus mot en centralstyrd skola med militär disciplin och sovjetpatriotism som ideal. Vid den här tiden återinfördes även tvånget på skoluniform som hade funnits i den tidigare tsarryska skolan. Den stalinistiska inriktningen på utbildningsväsendet dominerade fram till Sovjetunionens upplösning.

## Kultur
Under Stalin blev socialistisk realism den enda tillåtna inriktningen för ryska konstnärer, bland annat förbjöds och förtrycktes centralasiatisk folkkonst. Konstnärerna var ofta tvungna att starkt försäkra att skildringarna i själva verket beskrev nazisternas koncentrationsläger. Konsten i Sovjetunionen var som allt annat starkt censurerad och propagandafylld.
När popmusiken kom på 1960-talet sågs den som västerländsk dekadens. Följaktligen förbjöds den och fick smugglas in, vilket dock var riskfyllt.
De enda tillåtna nyhetsmedierna var de som ägdes av staten, till exempel tidningarna Pravda, Izvestija och Komsomolskaja Pravda, som inte heller fick uttrycka sig fritt.

### Helgdagar
| Datum       | Svenskt namn                | Lokalt namn                                         | Anmärkningar                                                           |
| ----------- | --------------------------- | --------------------------------------------------- | ---------------------------------------------------------------------- |
| 1 januari   | Nyårsdagen                  | Новый Год                                           |                                                                        |
| 7 januari   | Ortodoxa julen              | Православное Рождество                              |                                                                        |
| 23 februari | Sovjetiska arméns dag       | День Советской Армии и Военно-Морского Флота        | Februarirevolutionen 1917, skapandet av Röda armén 1918                |
| 8 mars      | Internationella kvinnodagen | Международный Женский День                          |                                                                        |
| 1 maj       | Första maj                  | Первое Мая – День Солидарности Трудящихся           |                                                                        |
| 9 maj       | Segerdagen                  | День Победы                                         | Nazitysklands kapitulation 1945 (som europeisk tid ägde rum den 8 maj) |
| 7 november  | Oktoberrevolutionens dag    | День Великой Октябрьской Социалистической Революции | Dagen då Ryska revolutionen 1917 skedde                                |

### Kända politiker och andra personer
- Felix Dzerzjinskij
- Maksim Litvinov
- Boris Pankin (Sovjetunionens sista utrikesminister)
- Eduard Sjevardnadze (utrikesminister)
- Georgij Zjukov (militär)
- Michail Suslov
- Andrej Zjdanov
- Vasilij Zajtsev (legendarisk krypskytt)